# مسجد الحنانة

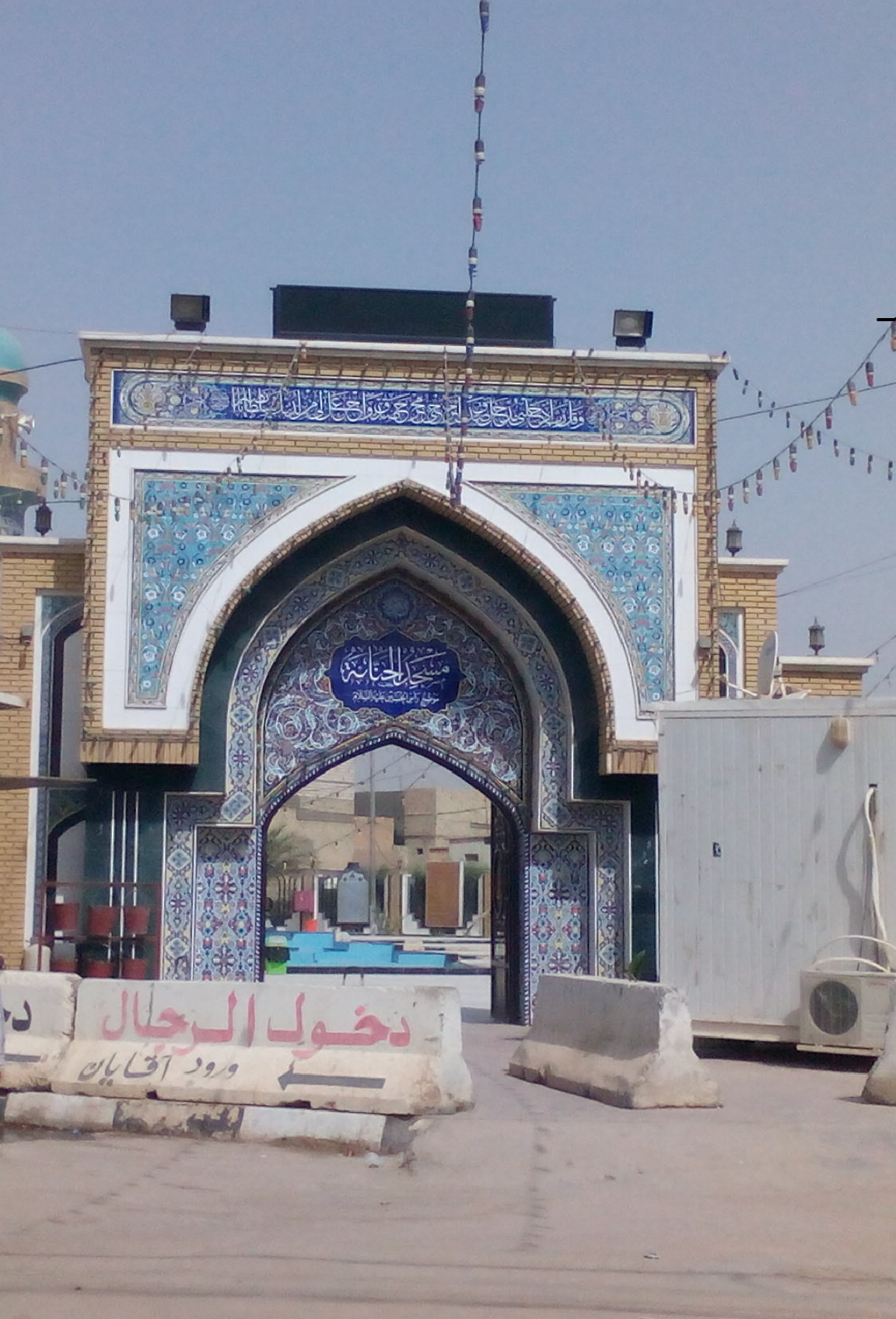
باب مسجد الحنانة

مسجد الحنانة وهو من مساجد مدينة النجف التي يقصدها المجاورون والزائرون، فهو أحد الأماكن الثلاثة التي صلى فيها جعفر الصادق. وهو موضع رأس الحسين بن علي ويعرف قديما بالعلم كما في مصباح الزائر لابن طاووس.

## الحنانة لغويا
قال ابن منظور:
.. بفتح الحاء وتشديد النون مؤنث الحَنَّانُ، الذي يحن إلى الشيء، والحنّةُ بالكسر، رقة القلب.

## منطقة الحنانة
منطقة الحنّانة من ضمن الثوية التي هي تل بقرب القائم المائل المسمى بالحنّانة في مدينة النجف في العراق
فيها قبور خواص علي بن أبي طالب، بضمنها مرقد كميل بن زياد النخعي، وفيها منزل محمد محمد صادق الصدر، والذي تم اغتياله في نفس المنطقة (شارع البريد) مع نجليه عام 1999م.

## تسمية الحنانة
«الحنانة»: كلمة مشتقة من الحنين، وذلك عندما مرّت سبايا الحسين بن علي بموضع الثوية، إذ عبثوا برأسه ورؤوس أصحابه، فصدرت أصوات من الحنين جزعاً على ما حلّ بهم، فالكملة عربية الاشتقاق أصيلة
وقد تأتي من تحنّن عليه: أي ترحم، والحنان: الرحمة
أو أن الكلمة مشتقة من لفظة «حنّا»، و«حنا»: دير نصراني قديم من أديرة الحيرة، كان في موضع المسجد عينه، وتطورت اللفظة من «حنّا» إلى «حنانة» بمرور الزمن، ودير حنّا قد بناه المنذر الأوّل بن النعمان الأوّل الذي حكم بين 418 ـ 462م، وكان ديراً عظيماً في أيامه.

## موقع مسجد الحنانة
يقع مسجد الحنانة في شمال بلدة النجف القديمة على يسار الذهاب إلى الكوفة، والقائم المائل مكث على انحنائه إلى أواخر القرن الثامن الهجري كما ذكره في نزهة القلوب الفارسي وهو من الكرامات الباهرة لامير المؤمنين (عليه السلام).
قال ابن طاووس في فرحة الغري: سأل ابن مسكان الامام الصادق (عليه السلام) عن القائم المائل في طريق الغريين.
فقال:
| ” | «نعم لما جازوا بسرير أمير المؤمنين (عليه السلام) انحنى أسفا وحزنا على أمير المؤمنين (عليه السلام)» | “ |

يبعد مسجد الحنانة عن قبر أمير المؤمنين بحوالي 1000م، ويقع شمال غربي الكوفة على يمين الذاهب إلى النجف.
وفي هذا الموضع انزلوا السبايا كرائم الوحي آل بيت رسول الله (صلى الله عليه واله وسلم) عيالات الإمام الحسين (عليه السلام) بعد شهادته في كربلاء 10 محرم الحرام سنة 61هـ لكي يأخذ بن زياد الاثيم الحيطة لنفسه من الكوفيين ويستعد بشرطته خوف النهوض عليه عاجلا. حتى يطوفوا بعيال الحسين (عليه السلام)سبايا في سكك الكوفة وشوارعها، ويعلم الناس صنعه بال النبي (صلى الله عليه واله وسلم).

## أهمية مسجد الحنانة
عن المفضل بن عمرو قال: جاز مولانا الإمام جعفر بن محمد الصادق بالمائل طريق الغري فصلّى عندهُ ركعتين، فقيل له: ما هذه الصلاة؟
قال: 
| ” | هذا موضع رأس جدي الحسين (عليه السلام )وضعوه هاهنا. | “ |

وان جعفر الصادق زارهُ هناك بهذه الزيارة:
(السلام عليك يا بن رسول الله، السلام عليك يا بن أمير المؤمنين، السلام عليك يابن الصديقة الطاهرة سيدة نساء العالمين... إلى آخره).

وفي أمالي الشيخ الطوسي يضيف كلمة: 
| ” | عندما أتوا به من كربلاء ثم ذهبوا به إلى عبد الله بن زياد[بحاجة لمصدر]. | “ |

وقال محمد بن المشهدي في كتاب المزار الكبير: 
| ” | زيارة للحسين عليه السلام مختصرة، يزار بها في كل يوم وفي كل شهر، ويزار بها عند قائم الغري (أي مسجد الحنانة). | “ |

عن أبان بن تغلب قال: كنت مع أبي عبد الله فمر بظهر الكوفة، فنزل فصلّى ركعتين، ثم سار قليلاً فصلّى ركعتين، ثم سار قليلاً فنزل فصلّى ركعتين، ثم قال:
| ” | هذا موضع قبر أمير المؤمنين. | “ |

قلت: جعلت فداك والموضعان اللذان صليت بهما!
قال: موضع رأس الحسين، وموضع منبر القائم.
وقد أخبر جعفر الصادق أبي الفرج السندي، عن هذا الموضع لرأس الحسين.

ويذكر السيد حُسين البراقي في كتابه تاريخ الكوفة عن الكليني وابن طاووس والمجلسي، مجيء جعفر الصادق وأنهُ صلّى ركعتين، ثم سار ونزل وصلّى ركعتين، ثم سار ونزل وصلّى ركعتين، فسأله صفوان عن ذلك فقال: 
| ” | الركعتان الأوليتان موضع قبر أمير المؤمنين والركعتان الثانيتان موضع رأس الحسين عليه السلام والركعتان الثالثتان موضع منبر القائم. | “ |

ويروى عن صفوان انّه لما اطلع على موضع قبر علي بن أبي طالب ببركة جعفر الصادق قال: فمكثت عشرين سنة أصلّي عنده، وعلّمه جعفر الصادق أيضاً كيفية زيارة الحسين في الأربعين.